# Robert Grossetête
« Grossetête » redirige ici. Pour les autres significations, voir Grossetête (homonymie).
 (août 2017).
Si vous disposez d'ouvrages ou d'articles de référence ou si vous connaissez des sites web de qualité traitant du thème abordé ici, merci de compléter l'article en donnant les références utiles à sa vérifiabilité et en les liant à la section « Notes et références ».
Robert Grossetête ou Grosseteste, dit aussi Robert de Lincoln, est un érudit anglais, séculier proche de l'Ordre franciscain, évêque de Lincoln, né vers 1175 et mort le 9 octobre 1253 à Buckden. 
Il est considéré comme l'un des plus grands penseurs de l'époque médiévale en Angleterre, et l'un des précurseurs de la science moderne. Grossetête était un profond admirateur de l'enseignement d'Aristote, et a traduit et commenté plusieurs de ses œuvres. Il a également écrit de nombreux traités sur des sujets tels que la théologie, la philosophie, les mathématiques et la physique (optique). 
Il est un des représentants de la Première Renaissance des XIIe et XIIIe siècles, qui commence avec Pierre Abélard.

## Contexte
Les centres intellectuels de l'Europe à l'époque semblent avoir été l'École de Chartres, Paris et Oxford, cette dernière ville donnant à l'Europe Roger Bacon. Mais celui-ci ne se reconnaissait en dehors du monde antique qu'un maître, qui était Grossetête – bien que les deux hommes ne se soient pas rencontrés.

## Sa vie
Il naît vers 1175 à Stowe dans le comté de Suffolk et le diocèse de Norwich. Il étudie à Oxford et à Paris. En 1224, il devient chancelier de l'université, en 1230 il enseigne au studium franciscain d'Oxford d'où sortira vingt ans plus tard Roger Bacon. Passionné de grec dont il encouragea l'étude, il traduit lui-même l'Éthique à Nicomaque et les œuvres du Pseudo-Denys l'Aréopagite, effectue plusieurs commentaires sur l'œuvre d'Aristote, et fait venir à Oxford des lettrés de plusieurs pays - y compris la Grèce - en leur demandant d'apporter avec eux tout ce qui leur était possible comme traités de grammaire - ce qui contribue à asseoir la réputation de cette université. Il confirme la rotondité de la Terre indiquée par Ptolémée, et ajoute des explications naturelles indiquant que les planètes doivent être rondes elles aussi.
Le 25 mars 1235, il est élu évêque de Lincoln. Le 17 juin, il est consacré à Reading. Il meurt le 9 octobre 1253 au manoir épiscopal de Buckden.

## L'érudit

### Optique

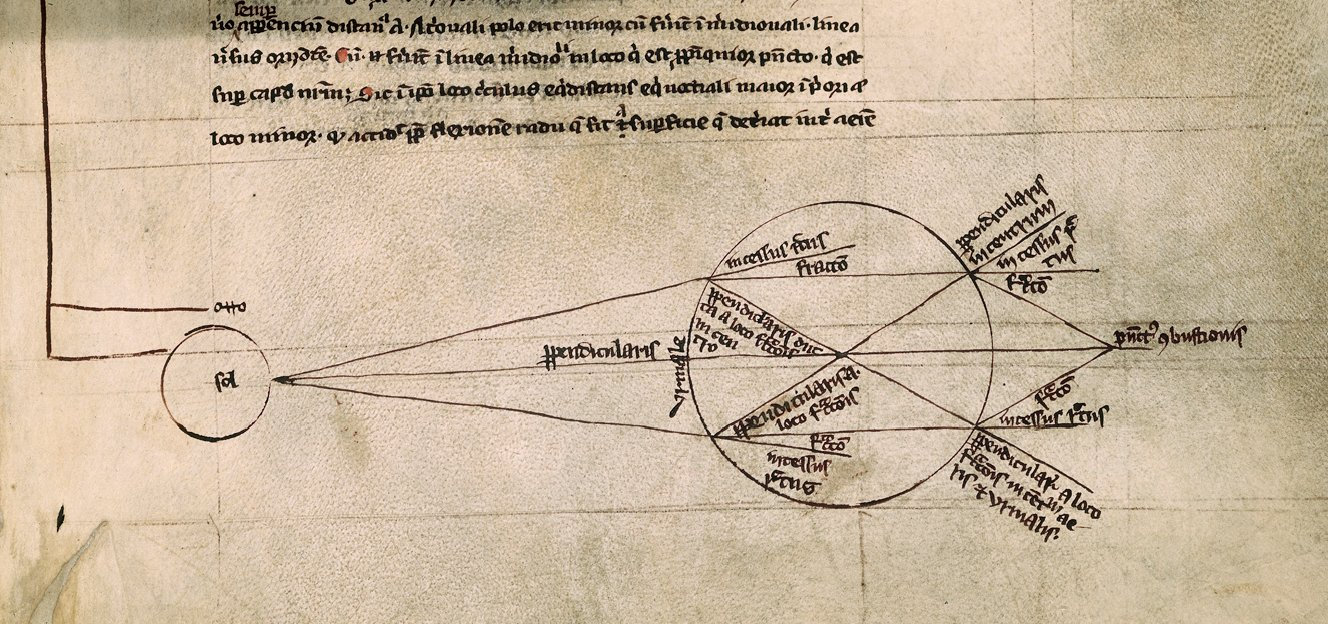
Réfraction de la lumière De natura locorum (XIIIe siècle).

Dans son ouvrage De luce, Robert Grossetête présente la lumière (lux) comme à l'origine de toute chose : la lumière visible (lumen), la chaleur, la matière. Il développe la théorie selon laquelle tout le monde physique peut se décrire par de la géométrie. S'appuyant sur les traités d'optique d’Ibn al-Haytham[réf. nécessaire], il étudie les rayons directs, les rayons réfléchis, les rayons déviés. Il s'intéresse à la formation de l'arc-en-ciel (De iride) et travaille sur les lentilles et les miroirs. Il découvre ainsi que les lentilles, non seulement ont la propriété de pouvoir mettre le feu, mais aussi peuvent servir plus simplement de loupe.  Il étudie la réfraction de la lumière à travers un récipient sphérique rempli d'eau (De natura locorum). Il est à l'origine d'une règle (imparfaite) sur la notion de réfraction : « l'angle de réfraction est égal à la moitié de l'angle d'incidence. »
Concernant les couleurs, dans son ouvrage De colore, il est un des premiers à faire une distinction entre :
- le blanc  (lux clara ou albedo) et le noir (lux obscura ou nigredo)
- les couleurs fondamentales, dont il estime le nombre à sept

À chaque couleur, il affecte une autre propriété : la luminosité, permettant ainsi de faire la différence entre en bleu lumineux et un bleu terne. C'est un premier pas vers le système Teinte Saturation Luminosité utilisé depuis le XXe siècle.
À la suite d'Alhazen, il défend l'idée que la science se bâtit par l'expérience.

### Mathématiques
Conscient que les mathématiques sont l'outil privilégié des autres sciences, il s'intéresse principalement à la géométrie (De lineis, angulis et figuris) et à l'astronomie (theorica planetarum, De accessione et recessione maris). Il développe une conception de l'infini et a l'intuition que certains infinis sont plus grands que d'autres. Bien que son argumentation soit fausse - il affirme que l'infinité des nombres pairs est inférieure à l'infinité des entiers - on ne peut lui dénier l'idée révolutionnaire de considérer l'infini comme une quantité mesurable. Il faudra attendre Georg Cantor pour avoir le premier exemple d'un infini plus grand qu'un autre - l'infini de la grandeur de l'ensemble des nombres réels (le continu) plus grand que celui de la grandeur de l'ensemble des entiers (le dénombrable).

### Philosophie
Philosophe et théologien, il traduit et commente un grand nombre d'ouvrages tant religieux que classiques. On lui doit par exemple des commentaires des psaumes, des épîtres de Paul, des lois de l'Ancien Testament. Ses commentaires sur Aristote marqueront pendant longtemps le système de pensée occidental.
Sa théorie sur la lumière (origine de toute chose) est autant scientifique que philosophique et théologique où il défend l'idée de l'illumination dans l'accession à la foi. Il place la volonté (affectus) comme supérieure à l'intellect (aspectus), thèse qui sera reprise par le courant franciscain.

### Littérature
On lui doit également un long poème allégorique sur la création du  monde et la rédemption intitulé Le chastel d'amors ainsi que plusieurs poèmes ou textes sur l’étiquette courtoise et la gestion domestique. Il est aussi l’auteur d’un certain nombre d’ouvrages théologiques dont un Hexameron.

## L'évêque

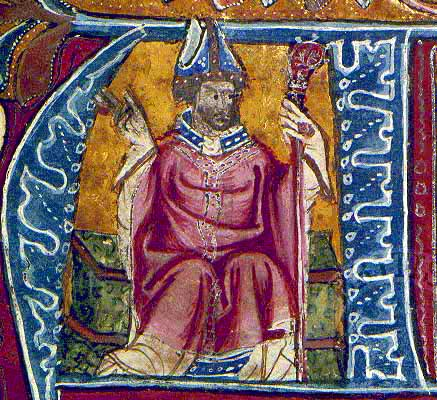
Robert Grosseteste

Nommé évêque de Lincoln en 1235, Robert Grossetête entreprend sans tarder de réformer la morale et la discipline dans son diocèse. Cela le conduit à entrer en conflit avec les membres même de sa communauté qui n'apprécient pas son ingérence dans leur domaine. Le conflit fait rage de 1239 à 1245 et nombreux sont ceux qui reprochent à Grossetête son manque de retenue dans ces débats. Ce n'est qu'en 1245 que le conflit s'éteindra après qu'une visite à la cour papale de Lyon donne raison à Grossetête.
Il entreprend des réformes dans l'esprit de Thomas Becket. Il revendique pour l'Église un pouvoir que le pouvoir séculier n'est pas prêt à lui accorder. C'est ainsi que, par deux fois, il reçoit un avertissement de la cour d'Henri III. Par ses positions réformatrices, il entre en conflit autant avec le roi arguant qu'il se doit d'obéir au Saint-Siège, qu'avec la papauté auprès de laquelle il défend la thèse que les postes anglais doivent être tenus par des Anglais et non des Italiens. C'est ainsi qu'il demande au roi la libération de certains disciples d'Oxford qui avaient agressé le légat Otho. Il se soumet au moins jusqu'en 1247 avec une relative bonne grâce aux ingérences du Saint-Siège, obtenant cependant le droit de gérer son diocèse avec des Anglais. Il est moins tolérant vis-à-vis de l'autorité royale. En 1244, devenu porte-parole de l'Église, il entre en conflit avec la baronnie pour des questions de subventions et demande au roi la séparation du clergé et de la baronnie, demande qui lui sera refusée.
Cependant, il est clair que le roi et le pape sont loin d'être favorables à l'indépendance que Grossetête souhaite donner à l'Église d'Angleterre. En 1250, Grossetête entre en conflit direct avec la curie au sujet de la gestion des finances et, dans une lettre envoyée au pape Innocent IV, la rend responsable de tous les maux de l'Église. Cette lettre n'a aucun effet et si Grossetête échappe aux sanctions pour son audace, ce n'est que parce que les cardinaux le jugent trop influent. Déçu, il songe même à démissionner. Reprenant cependant la lutte, il s'insurge à nouveau en 1251 quand un mandat papal enjoint à l'Église d'Angleterre de donner au roi Henri III le dixième de ses revenus pour financer une croisade. Il attire l'attention sur la somme annuelle de 70 000 marks réclamée à l'Église d'Angleterre par les étrangers sélectionnés à Rome. En 1253, il refuse à un neveu du pape une place dans son diocèse.
Dans ses lettres au pape et aux représentants du roi, se dessinent les principes d'une Église indépendante : l'obéissance au Pape n'est obligatoire que si ses ordres sont conformes à l'enseignement du Christ et des apôtres.
Il compte parmi ses amis Simon V de Montfort.

### Œuvres de Robert Grossetête
- Versio Caelestis Hierarchiae Pseudo-Dionysii Areopagitae cum scholiis ex Graeco sumptis necnon commentariis notulisque eiusdem Lincolniensis, ed. D. A. Lawell (ed.) (= Corpus Christianorum. Continuatio Mediaevalis 268), Turnhout: Brepols Publishers, 2015  (ISBN 978-2-503-55593-5)
- Expositio in Epistolam sancti Pauli ad Galatas et Glossarum in sancti Pauli Epistolas fragmenta, éd. J. McEvoy, L. Rizzerio, R.C. Dales, P.W. Rosemann (= Corpus Christianorum Continuatio Mediaevalis 130), Turnhout: Brepols Publishers, 1995  (ISBN 978-2-503-04301-2)
- Commentarius in VIII libros Physicorum, éd. par R. C. Dales, Boulder, 1963.
- Commentarius in Posteriorum Analyticorum Libros (1225-1228), intro. en italien Pietro Rossi, Florence, 1981. Trad. an. : Commentary on Aristotle's Posterior Analytics, Yale University Press, 2004.
- Le château d'amour de Robert Grosseteste, évêque de Lincoln, Éd. J. Murray, Paris, Champion, 1918 ; rééd. Genève 1973. En ancien français (anglo-normand)
- Hexaemeron, Oxford University Press, 1982. Trad. an. On the Six Days of Creation, Oxford University Press, 1996
- De luce. Trad. an. On light or the Beginning of Forms, Marquette University Press, 1942.

### Études sur Robert Grossetête
- (en) A. C. Crombie, Robert Grossesteste and the Origins of Experimental Science, 1100-1700, Oxford, Clarendon Press, 1971
- James McEvoy, Robert Grosseteste et la théologie à l'Université d'Oxford (1190-1250), Cerf, 1999.  (ISBN 2-204-06049-6)

### Pseudo-Robert Grossetête
- Summa philosophiae, in Robert Grosseteste, Philosophischen Werke, édi. par L. Baur, Münster, B.G.P.H.M., 9 (1912), p. 275-643. Cf. C. K. McKeon, A Study of the 'Summa Philosophiae' of the PSeudo-Grosseteste, New York, 1948.

## Anecdotes et citations
Dans la série TV américaine Stargate Atlantis (2008, saison 5, épisode 10 "Premier contact"), le commandant de la base Richard Woolsey s'apprête à citer Robert Grosseteste en guise de message de bienvenue aux Wraith, aliens ennemis des Terriens engagés dans des pourparlers. Mais, après avoir déclaré que c'était un jour historique, il se voit interrompu par son interlocuteur, visiblement pressé d'en venir aux faits. La citation était probablement la suivante: "L'union fait la force" ou encore: "Unis nous restons debout, divisés nous tombons." ("United we stand, divided we fall.")

## Honneur
L'astéroïde (36169) Grosseteste est nommé en son honneur.

#### Bases de données et dictionnaires
- Ressources relatives aux beaux-arts :   - Bridgeman Art Library
  - British Museum
  - J. Paul Getty Museum
  - Union List of Artist Names
- Ressources relatives à la recherche :   - Biodiversity Heritage Library
  - Stanford Encyclopedia of Philosophy
- Ressources relatives à la religion :   - Catholic Hierarchy
  - Dictionnaire de spiritualité
- Ressource relative à la littérature :   - Archives de littérature du Moyen Âge
- Ressource relative à l'astronomie :   - Biographical Encyclopedia of Astronomers
- Notices dans des dictionnaires ou encyclopédies généralistes :   - Britannica
  - Brockhaus
  - Den Store Danske Encyklopædi
  - Deutsche Biographie
  - Gran Enciclopèdia Catalana
  - Hrvatska Enciklopedija
  - Internetowa encyklopedia PWN
  - Nationalencyklopedin
  - Oxford Dictionary of National Biography
  - Proleksis enciklopedija
  - Store norske leksikon
  - Treccani
  - Universalis
  - Visuotinė lietuvių enciklopedija
- Notices d'autorité :   - VIAF
  - ISNI
  - BnF (données)
  - IdRef
  - LCCN
  - GND
  - Italie
  - CiNii
  - Espagne
  - Belgique
  - Pays-Bas
  - Pologne
  - Israël
  - NUKAT
  - Catalogne
  - Suède
  - Vatican
  - Canada
  - WorldCat